# Macy Gray
Natalie Renée McIntyre (Canton, Ohio, 6. rujna 1967.), poznatija po umjetničkom imenu Macy Gray, američka je pjevačica ritma i bluesa i soula te glumica. Poznata je po hrapavu glasu i načinu pjevanja na koji je iznimno utjecala Billie Holiday.
Objavila je deset studijskih albuma. Osvojila je jednu nagradu Grammy, za koju je u karijeri nominirana ukupno pet puta. Glumila je i u nekoliko filmova, a među njima su Dan obuke, Spider-Man, Mrak film 3, Lackawanna Blues, Idlewild, Jake žene i Paperboy. Gray je najpoznatija po  međunarodnom hitu "I Try", objavljenu na njezinu debitantskom albumu On How Life Is koji je stekao višestruku platinastu nakladu.

## Djetinjstvo
Natalie McIntyre rođena je u Cantonu u saveznoj državi Ohiju; majka joj je Laura McIntyre, učiteljica matematike, a otac joj je Otis Jones. Očuh joj je radio u čeličani, a njezina je sestra učiteljica biologije. Ima mlađeg brata Natea, koji je vlasnik teretane u Philadelphiji i koji se pojavio u završnici pete sezone Queer Eyea. Počela je svirati glasovir kao sedmogodišnjakinja. Nakon što je kao šestogodišnjakinja pala s bicikla, primijetila je da se ispred nje nalazi poštanski sandučić naslovljen na Macyja Graya; poslužila se tim imenom u svojim pričama i naknadno ga je izabrala za umjetničko ime.
Gray je pohađala istu školu kao i Brian Warner (poslije poznat kao glazbenik Marilyn Manson), no nisu se poznavali. Pohađala je nekoliko srednjih škola, a išla je i u internat, iz kojeg je naposljetku izbačena zbog svojeg ponašanja.
Studirala je scenaristiku na Sveučilištu Južne Kalifornije.

## Karijera
Dok je studirala, počela je pisati pjesme za prijatelja. Na probi je te pjesme trebala pjevati druga pjevačica, no budući da se nije pojavila, otpjevala ih je i snimila sama Gray.
Dok je radila kao blagajnica u Beverly Hillsu, upoznala je autora i producenta Joea Sola. Zajedno su napisali nekoliko pjesama i snimili ih u Solovu studiju. Gray je zahvaljujući demosnimkama mogla pjevati u losanđeleskim džez-kafićima. Iako je Gray smatrala da njezin neobičan glas nije prikladan za pjevanje, Atlantic Records ipak je potpisao ugovor s njom. Dok je snimala pjesme za debitantski album, diskografska kuća poništila je ugovor s njom nakon što je Tom Carolan, zastupnik za umjetnike i repertoar koji je potpisao ugovor s njom, napustio tu kuću. Macy se potom vratila u Ohio, ali ju je 1997. Jeff Blue, zastupnik za umjetnike i repertoar zaposlen u losanđeleskoj tvrtki Zomba Label Group, nagovorio da se vrati glazbi, sklopio je ugovor s njom i počeli su snimati pjesme utemeljene na njezinu životnom iskustvu; Blue ju je predstavljao različitim diskografskim kućama. Godine 1998. sklopila je ugovor s Epic Recordsom. Gostovala je na pjesmi "Love Won't Wait" grupe Black Eyed Peas s njezina debitantskog albuma Behind the Front.

### On How Life Is(1999. – 2001.)
Gray je radila na pjesmama za debitantski album s producentom Darrylom Swannom. On How Life Is, objavljen u ljeto 1999., postao je međunarodni hit. Prvi singl "Do Something" nije dosegao visoka mjesta na glazbenim ljestvicama, ali je drugi singl "I Try" osigurao uspjeh albuma. Ta je pjesma (koja se prvotno pojavila u filmovima Zaljubljeni pjesnik i Savršena slika iz 1997.) postala jedan od najuspješnijih singlova 1999., a sam je album stekao trostruku platinastu nakladu u SAD-u i četverostruku platinastu nakladu u Ujedinjenom Kraljevstvu zahvaljujući naknadnim singlovima "Still" i "Why Didn't You Call Me".
Godine 2000. otpjevala je tematsku pjesmu za Nickelodeonovu animiranu seriju As Told by Ginger.
Godine 2001. osvojila je nagradu Grammy za najbolju žensku pop-vokalnu izvedbu za pjesmu "I Try"; ta je skladba bila nominirana i za nagradu za pjesmu godine i za snimku godine. U međuvremenu je surađivala s Fatboyem Slimom, Black Eyed Peasom i Slickom Rickom, a prvi se put pojavila i u filmu; glumila je u trileru Dan obuke. U kolovozu 2001. publika na prijateljskoj utakmici u Pro Football Hall of Fame izviždala je Gray jer je zaboravila stihove himne Sjedinjenih Država.

### The IdiThe Trouble with Being Myself(2001. – 2006.)
Na singlu "Sweet Baby" s njezina drugog studijskog albuma The Id (iz 2001.) gostuju John Frusciante and Erykah Badu. Sam album pojavio se na 11. mjestu glazbene ljestvice Billboard 200. Bio je još uspješniji u Ujedinjenom Kraljevstvu; ondje je dosegao prvo mjesto na ljestvici UK Albums Chart i stekao zlatnu nakladu. Te je godine posudila glas liku Seeiah Owens u videoigri SSX Tricky.
Godine 2002. pojavila se u filmu Spider-Man, a njegovu je soundtracku pridonijela remiksanom inačicom pjesme "My Nutmeg Phantasy". Također je surađivala s Carlosom Santanom na pjesmi "Amoré (Sexo)" s njegova albuma Shaman. Njezina je pjesma "Time of My Life" te godine uvrštena na soundtrack filma 8 milja, a s Queen Latifah i Lil' Kim pojavila se na pjesmi "Cell Block Tango/He Had it Comin'" snimljenoj za film Chicago. Te je godine gostovala i na ponovno snimljenoj inačici pjesme "Water No Get Enemy" nigerijskoj pionira afrobeata Fele Kutija; ta je verzija pjesme uvrštena na kompilaciju Red Hot and Riot izdanoj njemu u čast, a na tom su se uratku pojavili i poznatiji izvođači neo soula, hip hopa te ritma i bluesa kao što su D'Angelo, The Soultronics, Nile Rodgers, Roy Hargrove i Kutijev sin Femi Kuti.
Godine 2003. počeo je rad na crtiću utemeljenu na njezinu djetinjstvu, no na kraju nikad nije dovršen. Iste je godine Gray objavila treći studijski album The Trouble with Being Myself, koji je dobio uglavnom pozitivne kritike, ali mu obožavatelji nisu bili toliko naklonjeni. Njezin je treći album koji je zauzeo neko od prvih dvadeset mjesta na glazbenoj ljestvici u Ujedinjenom Kraljevstvu. Glavni singl "When I See You" često se reproducirao na radijima u SAD-u i ušao je u prvih četrdeset mjesta glazbenih ljestvica u Ujedinjenom Kraljevstvu.
S Zuccherom je snimila duet "Like the Sun (From Out of Nowhere)" na kojem je gitaru svirao Jeff Beck. Ta je pjesma objavljena 2004. na kompilaciji dueta Zu & Co. Otpjevala je i tematsku pjesmu za UPN-ovu romantičnu humorističnu seriju Second Time Around u kojoj glavne uloge tumače Boris Kodjoe i Nicole Ari Parker.
Godine 2005. objavila je koncertni album Live in Las Vegas i gostovala je na obradi Princeove pjesme "Girls & Boys" na albumu Silver Rain Marcusa Millera. Godinu dana poslije pojavila se u osmoj sezoni televizijske igre Celebrity Poker Showdown i natjecala se za organizaciju Habitat for Humanity. Završila je na trećem mjestu.

### Povratak glazbi iBig(2007. – 2010.)
Početkom 2007. Gray je izbačena sa scene tijekom koncerta u Barbadosu zbog psovki (koje su bile dio nastupa), ali nije znala da su u toj državi protuzakonite. Te se noći javno ispričala kako ne bi završila u zatvoru. U ožujku je objavila četvrti studijski album Big. Pjesme "Finally Made Me Happy" i "Shoo Be Doo" objavljene su kao singlovi s albuma. "What I Gotta Do", još jedna pjesma s tog uratka, uvrštena je u soundtrack za film Shrek Treći. Smatra se njezinim povratničkim albumom jer je objavljen četiri godine nakon prošloga. Dobio je pozitivne kritike, a određeni su ga recenzenti nazvali njezinim najboljim uratkom dotad. Na pjesmama gostuju glazbenici kao što su Natalie Cole, Fergie, Justin Timberlake i will.i.am; potonji je glazbenik producent albuma s Gray. U SAD-u se pojavio na 39. mjestu glazbene ljestvice Billboard 200 i tako je postao njezin najuspješniji album od uratka The Id. U Ujedinjenom Kraljevstvu dosegao je 62. mjesto glazbene ljestvice albuma, te je tako postao njezin najneuspješniji album u toj državi, ali je ipak bio uspješan u Švicarskoj, Češkoj i Finskoj, gdje je ušao u prvih četrdeset mjesta glazbenih ljestvica.
Dana 5. srpnja 2007. PBS-ova televizijska emisija Soundstage premijerno je prikazala koncert Macy Gray. Dva dana poslije Gray je nastupila na dobrotvornom koncertu Live Earth u Rio de Janeiru. Tijekom tog nastupa Gray i članovi njezina sastava nosili su odjeću s političkim porukama; na njezinoj se haljini nalazio natpis "Darfur Red Alert".
U kolovozu 2008. nastupila je kao glavna izvođačica na glazbenom festivalu Summer Sundae u engleskom gradu Leicesteru i otpjevala je obrade pjesama kao što su "Do Ya Think I'm Sexy?" Roda Stewarta, "Groove Is in the Heart" grupe Deee-Lite i "Creep" skupine Radiohead. Na tom su koncertu članovi njezina sastava nosili ružičaste perike Andyja Warhola. Dana 28. rujna 2008. otpjevala je himnu Sjedinjenih Država na izraelskoj svečanosti podizanja zastave u izraelskom konzulatu u Los Angelesu. Krajem ge godine objavila je singl "Slap a Bitch". Te je godine također surađivala s australskim DJ-jem i pjevačem Kazom Jamesom na pjesmi "Can't Hold Back"; ta je pjesma izdana početkom 2009. u Australiji.
Početkom 2009. snimila je pjesmu "Don't Forget Me" za soundtrack filma Tajni snovi jedne šopingholičarke. Te se godine nakratko natjecala u američkoj inačici Plesa sa zvijezdama, a partner joj je bio Jonathan Roberts; ispali su u prvom tjednu.

### The Sellout(2010. – 2011.)
"Beauty in the World", prvi singl s njezina petog studijskog albuma The Sellout, objavljen je 30. ožujka 2010. i pojavio se pri kraju posljednje epizode ABC-jeve serije Ružna Betty pod imenom "Hello Goodbye". Ta se pjesma pojavila i u nekoliko videozapisa u kojima je Microsoft reklamirao Internet Explorer 9. Taj singl i singl "Lately" ušli su u prvih deset mjesta Billboardove ljestvice Hot Dance Club Songs.
The Sellout je podijelio kritičare. Na Metacriticu je osvojio 57 bodova od njih 100; John Bush dao mu je dva i pol boda od njih pet u recenziji za AllMusic i kritizirao je način na koji je Gray napisala pjesme. Međutim, James Reed pohvalio je produkciju pjesama u recenziji za The Boston Globe, a Jeremy Allen, pišući za NME, dao mu je sedam bodova od 10.

### Covered,Talking BookiThe Way(2011. – 2015.)
Godine 2011. potpisala je ugovor s 429 Recordsom i počela je snimati obrade pjesama za studijski album Covered, koji je naposljetku objavljen 26. ožujka 2012. Prije samog albuma izdana je pjesma "Here Comes the Rain Again", koju je napisala skupina Eurythmics. Dana 16. veljače 2012. sudjelovala je na Festivalu di Sanremo i pjevala uz Gigi D'Alessio i Loredanu Bertè.
Za četrdesetu godišnjicu objave albuma Talking Book Stevieja Wondera odlučila je obraditi sve pjesme s tog albuma i naposljetku je objavila vlastitu inačicu Talking Booka. Godine 2012. također je otpjevala pjesmu "Rock with You" Michaela Jacksona na posebnoj izvedbi mjuzikla Thriller – Live na West Endu za dobrotvornu udrugu BBC Children in Need.
U listopadu 2014. Gray je u intervjuu s Oprom Winfrey progovorila o problemima sa zloupotrebom droga i izjavila je da nije bila spremna na slavu koju je stekla. Intervju je održan u vrijeme kad je objavljen i njezin album The Way. Ubrzo nakon toga najavila je da će otići na svjetsku turneju. Godine 2015. gostovala je na Galacticovoj pjesmi "Into the Deep".

### StrippediRuby(2016. – danas)
Početkom 2016. gostovala je na pjesmi "Leave Me Lonely" Ariane Grande na njezinu trećem studijskom albumu Dangerous Woman, a 9. rujna 2016. objavila je album Stripped, za koji je dobila pohvale kritičara. Uradak se pojavio na 3. mjestu Billboardove ljestvice za džez.
U rujnu 2018. objavila je deseti studijski album Ruby, a u to je vrijeme s Dolly Parton snimila novu inačicu pjesme "Two Doors Down" za soundtrack filma Dumplin' objavljen dva mjeseca poslije. Godine 2020. gostovala je na singlu "Out Of Love" kanadske skupine Busty and the Bass, koja je 2016. obradila njezinu pjesmu "I Try".
Godine 2021. sudjelovala je u trećoj sezoni australske inačice emisije The Masked Singer pod imenom Atlantis. Dana 20. veljače 2022. otpjevala je himnu SAD-a za utakmicu NBA All-Star. Također je u emisiji American Song Contest predstavljala svoju saveznu državu Ohio pjesmom "Every Night".

## Osobni život
Gray je dvije godine bila u braku s Tracyjem Hindsom, trgovcem hipotekama, a rastali su se prije nego što je stekla slavu kao pjevačica. Imaju troje djece, a zovu se Aanisah, Mel i Happy.
Godine 2005. osnovala je glazbenu školu Macy Gray Music Academy.
U kolumni za MarketWatch u lipnju 2021. izjavila je da se zastava Sjedinjenih Država mora dizajnirati iznova jer "više ne predstavlja demokraciju i slobodu". Predložila je da se na zastavu uvrste još dvije zvijezde – za Washington i Portoriko, da bijele pruge trebaju postati krem, a da zvijezde treba obojiti u različite boje.
U intervjuu održanom u srpnju 2022. u emisiji Piers Morgan Uncensored Gray je na pitanje kako bi definirala ženu izjavila "sise i vagina". Komentirala je i da se transrodne žene ne bi smjele natjecati u ženskim sportovima. Nekoliko dana nakon intervjua izjavila je da su njezine riječi pogrešno protumačene, ali je odbila i prigovore za svoje stavove. Kad se potom pojavila u televizijskoj emisiji Today, izjavila je da je "biti žena vibra".

## Diskografija
Studijski albumi
- On How Life Is (1999.)
- The Id (2001.)
- The Trouble with Being Myself (2003.)
- Big (2007.)
- The Sellout (2010.)
- Covered (2012.)
- Talking Book (2012.)
- The Way (2014.)
- Stripped (2016.)
- Ruby (2018.)

## Vanjske poveznice

### Sestrinski projekti
|  | Zajednički poslužitelj ima još gradiva o temi Macy Gray |

### Mrežna mjesta
- Macy Gray na IMDb-u
- Macy Gray na AllMusicu